# الیری، جزیره پرنس ادوارد
الیری، جزیره پرنس ادوارد (به انگلیسی: O'Leary, Prince Edward Island) یک منطقهٔ مسکونی در کانادا است که در منطقه پرنس واقع شده‌است. الیری ۸۱۵ نفر جمعیت دارد و ۳۱ متر بالاتر از سطح دریا واقع شده‌است.